# Molières 1991
La 5e Nuit des Molières a eu lieu le 8 avril 1991.

## Molière du comédien
- Guy Tréjan dans Heldenplatz
  - Didier Sandre dans Partage de midi
  - Daniel Auteuil dans Les Fourberies de Scapin
  - Jacques Villeret dans La Contrebasse
  - Lambert Wilson dans Eurydice
  - Jean-Claude Dreyfus dans La Nonna

## Molière de la comédienne
- Dominique Valadié dans La Dame de chez Maxim (Amandiers)
  - Tsilla Chelton dans En conduisant Miss Daisy
  - Sophie Marceau dans Eurydice
  - Nicole Garcia dans Partage de midi
  - Marie-Anne Chazel dans La Dame de chez Maxim's (Marigny)
  - Annie Girardot dans Heldenplatz

## Molière du comédien dans un second rôle
- Jean-Paul Roussillon dans Zone Libre
  - Georges Wilson dans Eurydice
  - Mario Gonzalez dans Les Fourberies de Scapin
  - Jean-Paul Farré dans Les Fourberies de Scapin
  - Jacques Bonnaffé dans La Fonction

## Molière de la comédienne dans un second rôle
- Catherine Arditi dans A Croquer... ou l'ivre de cuisine
  - Catherine Rouvel dans Eurydice
  - Catherine Rich dans La Dame de chez Maxim's (Marigny)
  - Maïa Simon dans Heldenplatz
  - Annie Grégorio dans Coiffure pour dames

## Molière de la révélation théâtrale
- Sophie Marceau dans Eurydice
  - Stéphane Braunschweig dans Les Hommes de neige
  - Philippe Demarle dans Les Enfants Tanner
  - Annie Grégorio dans Coiffure pour dames
  - Anouk Grinberg dans La Maman et la putain

## Molière de l'auteur
- Jean-Claude Grumberg pour Zone libre
  - Jean-Claude Brisville pour Le Souper
  - Jean-Marie Besset pour La Fonction
  - Gérald Aubert pour Chambre 108

## Molière de l'adaptateur
- Jean-Claude Carrière pour La Tempête
  - Claude Baignères, Anne Tognetti pour Love letters
  - Claire Nadeau, Michèle Laroque pour Coiffure pour dames
  - Jean Poiret pour Rumeurs

## Molière du metteur en scène
- Peter Brook pour La Tempête
  - Philippe Adrien pour L'Annonce faite à Marie
  - Alain Françon pour La Dame de chez Maxim (Théâtre des Amandiers)
  - Jorge Lavelli pour Heldenplatz
  - Georges Wilson pour Eurydice

## Molière du créateur de costumes
- Dominique Borg pour La Cerisaie
  - Catherine Leterrier pour La Dame de chez Maxim's (Théâtre Marigny)
  - Patrice Cauchetier pour Les Fourberies de Scapin

## Molière du décorateur scénographe
- Louis Bercut pour Heldenplatz
  - Nicolas Sire pour La Dame de chez Maxim's (Théâtre Marigny)
  - Jacques Gabel pour La Dame de chez Maxim (Théâtre des Amandiers)

## Molière du meilleur spectacle comique
- Les Inconnus au Théâtre de Paris
  - Les Frères Zénith au Théâtre national de Chaillot
  - 3 Partout au Théâtre des Variétés
  - La Dame de chez Maxim's au Théâtre Marigny
  - Rumeurs (en) au Théâtre du Palais Royal

## Molière du spectacle en région
- ZONE LIBRE au Centre national de création d'Orléans
  - La Dame de chez Maxim au Centre dramatique national de Lyon, Théâtre des Amandiers Nanterre
  - L'Eté à La Salamandre - Lille
  - La Maman et la putain aux Centre dramatique national de Lyon, Théâtre Sorano Toulouse
  - Platonov au TNP Villeurbanne

## Molière du théâtre privé
- Le Souper au Théâtre Montparnasse
  - La Contrebasse au Théâtre Hébertot
  - Partage de midi au Théâtre de l'Atelier
  - Eurydice au Théâtre de l'Œuvre
  - Love letters au Théâtre Marigny

## Molière du théâtre public
- La Tempête au Théâtre des Bouffes du Nord
  - La Vie de Galilée à La Comédie-Française
  - Les Fourberies de Scapin au Théâtre des Amandiers Nanterre
  - Heldenplatz au Théâtre national de la Colline
  - La Nonna au Théâtre national de la Colline

## Molière du spectacle musical
- Christophe Colomb par Fracasse et Cie au TLP Déjazet
  - Zazou au Théâtre national de Chaillot
  - Jojo aux Théâtre national de Strasbourg, Théâtre Paris-Villette
  - Le Malade imaginaire aux Théâtre du Châtelet, Opéra de Montpellier

## Meilleur «one man show» ou spectacle de sketches
- Valérie Lemercier au Théâtre du Splendid Saint-Martin
  - Pierre Palmade au Palais des Glaces
  - Muriel Robin à L'Olympia
  - Rufus au Festival d'Avignon, L'Olympia, tournées
  - Charlotte de Turckheim aux Théâtre de la Michodière, Théâtre Antoine